# Aimé-Miville Déchêne
Pour les articles homonymes, voir Miville et Dechêne.
Joseph Bruno Aimé Miville-Déchêne (8 novembre 1881 - 18 janvier 1945) est un avocat et homme politique fédéral du Québec.

## Biographie
Né à Sainte-Louise dans la région de Chaudière-Appalaches, M. Déchêne fait ses études au Séminaire de Québec et à l'Université Laval. Nommé au Barreau du Québec en 1906, il fut nommé au Conseil du Roi en 1918. En 1935, il fut nommé directeur du bureau de poste du parlement. 
Élu député des Libéraux de Laurier dans Montmagny en 1917, il sera réélu en 1921. Il quitta le caucus libéral en en se représentant pas en 1925.
Son père, Alphonse Arthur Miville Déchêne a été sénateur et député fédéral de L'Islet de 1896 à 1904 et son oncle François-Gilbert Miville Déchêne a été député provincial québécois de L'Islet de 1886 à 1902.